# Barbara Babcock
Barbara Babcock (Fort Riley, Kansas, 27 de febrero de 1937) es una actriz estadounidense. Es reconocida por su papel como Grace Gardner en la serie de televisión Hill Street Blues, interpretación por la que ganó un premio Emmy a mejor actriz de serie dramática en 1981, y por su rol como Dorothy Jennings en Dr. Quinn, Medicine Woman, por la cual fue nominada a los mismos premios en 1993.
Sus primeras apariciones en televisión comenzaron en 1956. Actuó en varios episodios de la reconocida serie de ciencia ficción Star Trek, aunque la mayoría de su trabajo consistía en aportar su voz. En 1968 hizo su debut en la gran pantalla en el western de la Metro-Goldwyn-Mayer Day of the Evil Gun, seguido de actuaciones en las películas Heaven with a Gun, coprotagonizada con Glenn Ford, Bang the Drum Slowly, Chosen Survivors, The Black Marble, Back Roads, The Lords of Discipline y That Was Then... This Is Now. Entre 1978 y 1981 encarnó a Liz Craig en la telenovela de la CBS Dallas. Otras actuaciones en películas incluyen a Heart of Dixie, Happy Together, Far and Away y Space Cowboys.
Entre 1993 y 1998 interpretó a Dorothy Jennings en Dr. Quinn, Medicine Woman. Fue votada entre las 50 personas más atractivas del mundo por la revista People en 1994. Luego de su participación en Dr. Quinn, Barbara realizó actuaciones en series comoThe Pretender, Chicago Hope, Frasier y Judging Amy.

## Filmografía

### Cine
| Año  | Película                              | Rol                  | Notas |
| ---- | ------------------------------------- | -------------------- | ----- |
| 1968 | Day of the Evil Gun                   | Angie Warfield       |       |
| 1969 | Heaven with a Gun                     | Mrs. Andrews         |       |
| 1971 | The Last Child                        | Shelley Drumm        |       |
| 1973 | Bang the Drum Slowly                  | Dueña del equipo     |       |
| 1974 | Chosen Survivors                      | Dra. Lenore Chrisman |       |
| 1977 | Christmas Miracle in Caufield         | Rachel Sullivan      |       |
| 1978 | Operating Room                        | Jean Lawrence        |       |
| 1979 | Survival of Dana                      | Lorna Sims           |       |
| 1980 | The Black Marble                      | Madeline Whitfield   |       |
| 1981 | Back Roads                            | La mamá de Rickey    |       |
| 1982 | Memories Never Die                    | Louise Lowry         |       |
| 1983 | Quarterback Princess                  | Judy Maida           |       |
| 1983 | The Lords of Discipline               | Abigail St. Croix    |       |
| 1984 | Attack on Fear                        | Jane Dutton          |       |
| 1985 | That Was Then... This Is Now          | Mrs. Douglas         |       |
| 1986 | News at Eleven                        | Joanna Steckler      |       |
| 1989 | Happy Together                        | Ruth Carpenter       |       |
| 1989 | Heart of Dixie                        | Coralee Claibourne   |       |
| 1990 | A Family for Joe                      | Quinn Collins        |       |
| 1992 | Far and Away                          | Nora Christie        |       |
| 1993 | Fugitive Nights: Danger in the Desert | Rhonda Devon         |       |
| 1996 | A Mother's Instinct                   | Mrs. Mitchell        |       |
| 1997 | Childhood Sweetheart?                 | Rose Carlson         |       |
| 1999 | A Vow to Cherish                      | Ellen Brighton       |       |
| 1999 | Dr. Quinn, Medicine Woman: The Movie  | Dorothy Jennings     |       |
| 2000 | Space Cowboys                         | Barbara Corvin       |       |
| 2002 | Home Alone 4                          | Molly                |       |